# Farol
Farol is een gemeente in de Braziliaanse deelstaat Paraná. De gemeente telt 3.354 inwoners (schatting 2009).

## Aangrenzende gemeenten
De gemeente grenst aan Araruna, Boa Esperança, Campo Mourão, Janiópolis, Mamborê en Tuneiras do Oeste.